# Odelair Rodrigues
Odelair Rodrigues Barbosa (Curitiba, 14 de julho de 1935 - Curitiba, 1 de julho de 2003) foi uma atriz brasileira, sendo uma das pioneiras da televisão paranaense.

## Biografia
Atuou no rádio, teatro, cinema e televisão e sua carreira iniciou-se quando cursou artes cênicas no Colégio Estadual do Paraná, fazendo parte do "Corpo Cênico" do colégio e estreando na peça "Sinhá Moça Chorou", em 1952, mas a vocação para a profissão sempre esteve presente em Odelair, que desde a infância e adolescência, gostava de representar, por ocasião de peças teatrais quando ainda estudava no Colégio Xavier da Silva.
Foi colega e amiga de Ary Fontoura e trabalharam juntos no teatro e em radioteatros da Rádio Clube Paranaense, além de atuarem nas primeiras novelas produzidas pela televisão paranaense, inclusive, Odelair fez parte do primeiro "time" de profissionais a serem contratados na TV Paraná, canal 6. Também trabalhou na Rede Globo, TV Tupy, entre outros canais, fazendo novelas que foram sucesso nos anos de 1960 e 1970, como em O Direito de Nascer, Estranha Melodia (1966-1967), Escrava Isaura (1965), Vida Roubada (1967), entre outras.
Ficou conhecida como garota-propaganda do Café Damasco, o qual também cantava o jingle.
Com Ary Fontoura, fez parceria em dezenas de peças teatrais no antigo Teatro de Bolso, que existia na Praça Rui Barbosa, em Curitiba, além de integrar grupos como a Cia. de Roberto Menghini e o Teatro de Comédia do Paraná.
No cinema, atuou em Lance Maior, Entardecer de Ilusões, Quanto Vale ou É por Quilo? (um dos seus últimos trabalhos, pois filmou em 2003 e o filme só foi lançado em 2005), entre outos.

### Morte
Em 2003, morreu após uma parada cardiorrespiratória, aos 68 anos de idade.

## Trabalhos

### Na Televisão
| Ano  | Título                              | Papel         |
| ---- | ----------------------------------- | ------------- |
| 1963 | Dona Jandira em Busca da Felicidade |               |
| 1965 | Escrava Isaura                      | Rosa          |
| 1966 | O Direito de Nascer                 | Mamãe Dolores |
| 1967 | Estranha Melodia                    |               |
| 1967 | Vida Roubada                        | Elza          |

### Cinema
| Ano  | Título                      | Papel    |
| ---- | --------------------------- | -------- |
| 1968 | Lance Maior                 |          |
| 1988 | Entardecer de Iluões        |          |
| 2005 | Quanto Vale ou É por Quilo? | Lucrécia |

## Prêmios
- O Curumim 1966, por seu papel Mamãe Dolores em O Direito de Nascer;
- O Curumim 1969 - 5 Anos de TV Paraná - Canal 6;
- Melhores do Ano Comunicação da Cidade / Tele-atriz 1977;
- Troféu Melodia - Concurso Melhores do Rádio e TV do Paraná /Atriz de TV;
- Troféu Pinhão APAC 1985;
- Prêmio Talento do Paraná - Artes Cênicas 2000/ July & Burk;
- Troféu Gralha Azul 2000 - Menção Honrosa pelo pioneirismo na difusão do teatro no Paraná, pela formação de platéia e por sua brilhante carreira como atriz;
- Troféu Espaço Arte e Cultura Telepar/Brasil Telecom 2001 - 50 Anos de Vida Artística;
- Prêmio de Melhor Atriz, em 1956, 1977, 1979;[2]
- Prêmio Marista Expoarte 2001.